# Кіров (Гомельська область)
Кіров (біл. Кіраў) — село в Білорусі, у Наровлянському районі Гомельської області. Входить до складу Кіровської сільської ради. Село розташоване на автошляху Р-37, по дорозі від Наровлі до українського кордону.

## Галерея

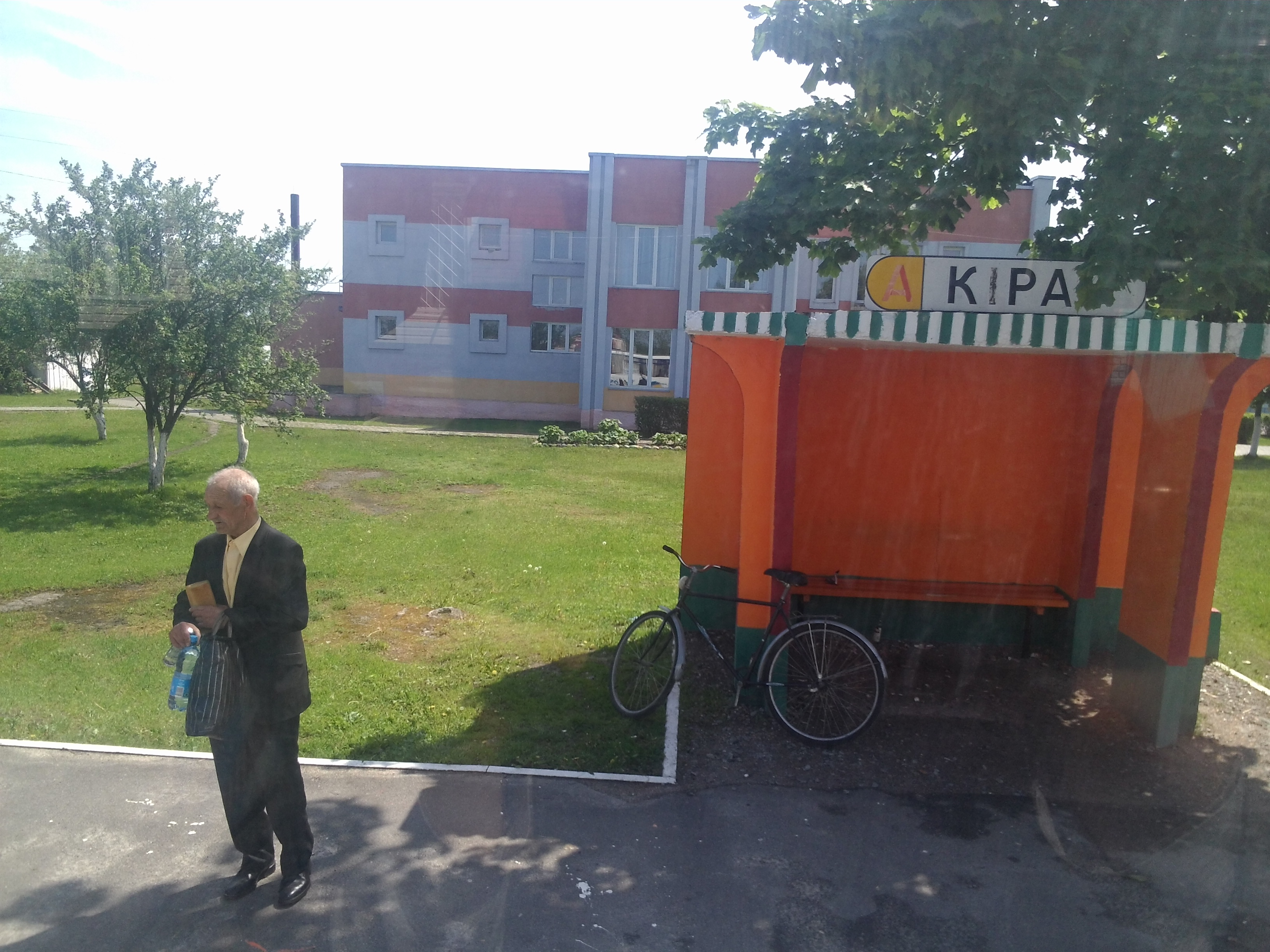
Автобусна зупинка
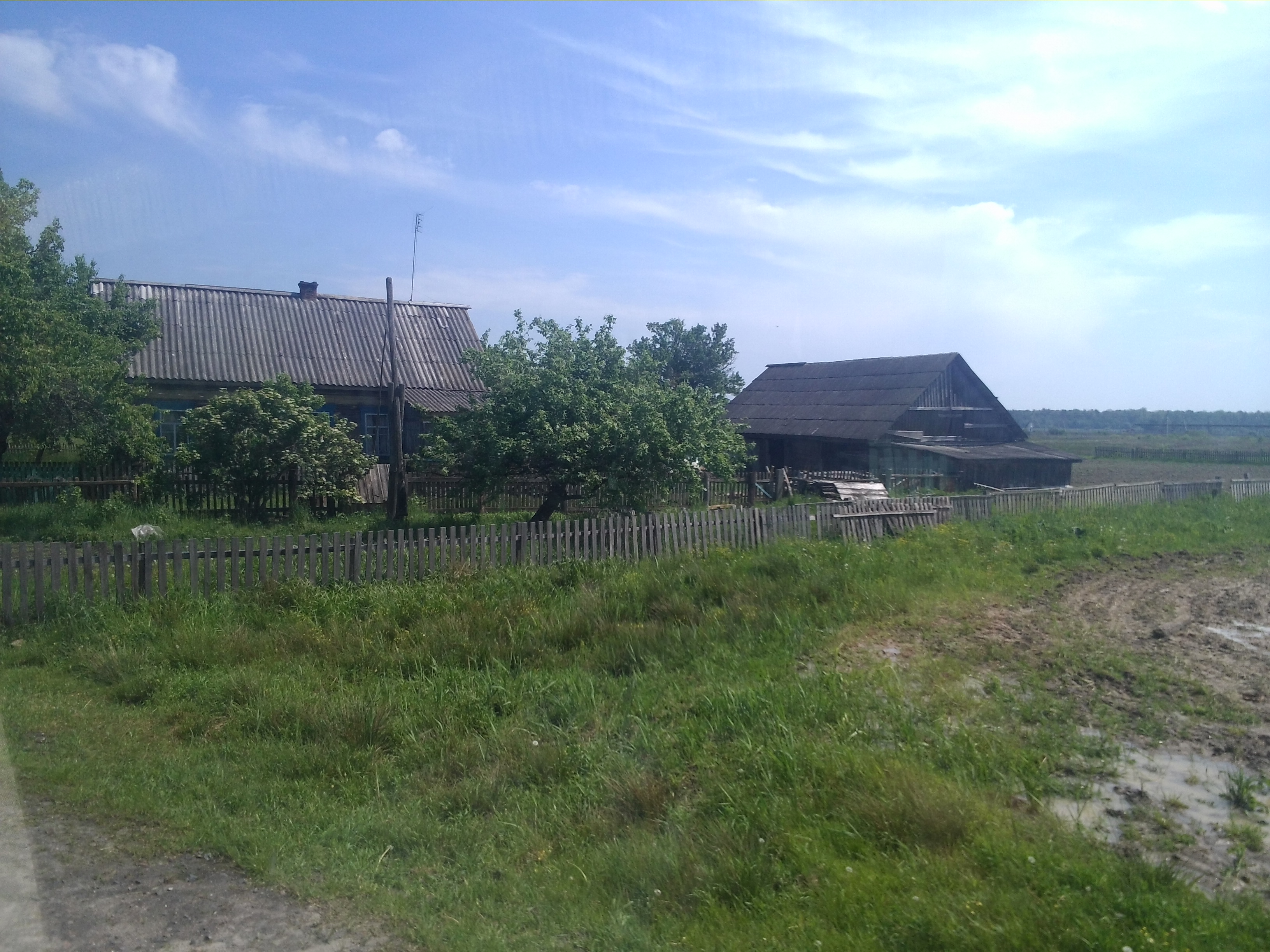
Будівлі в селі
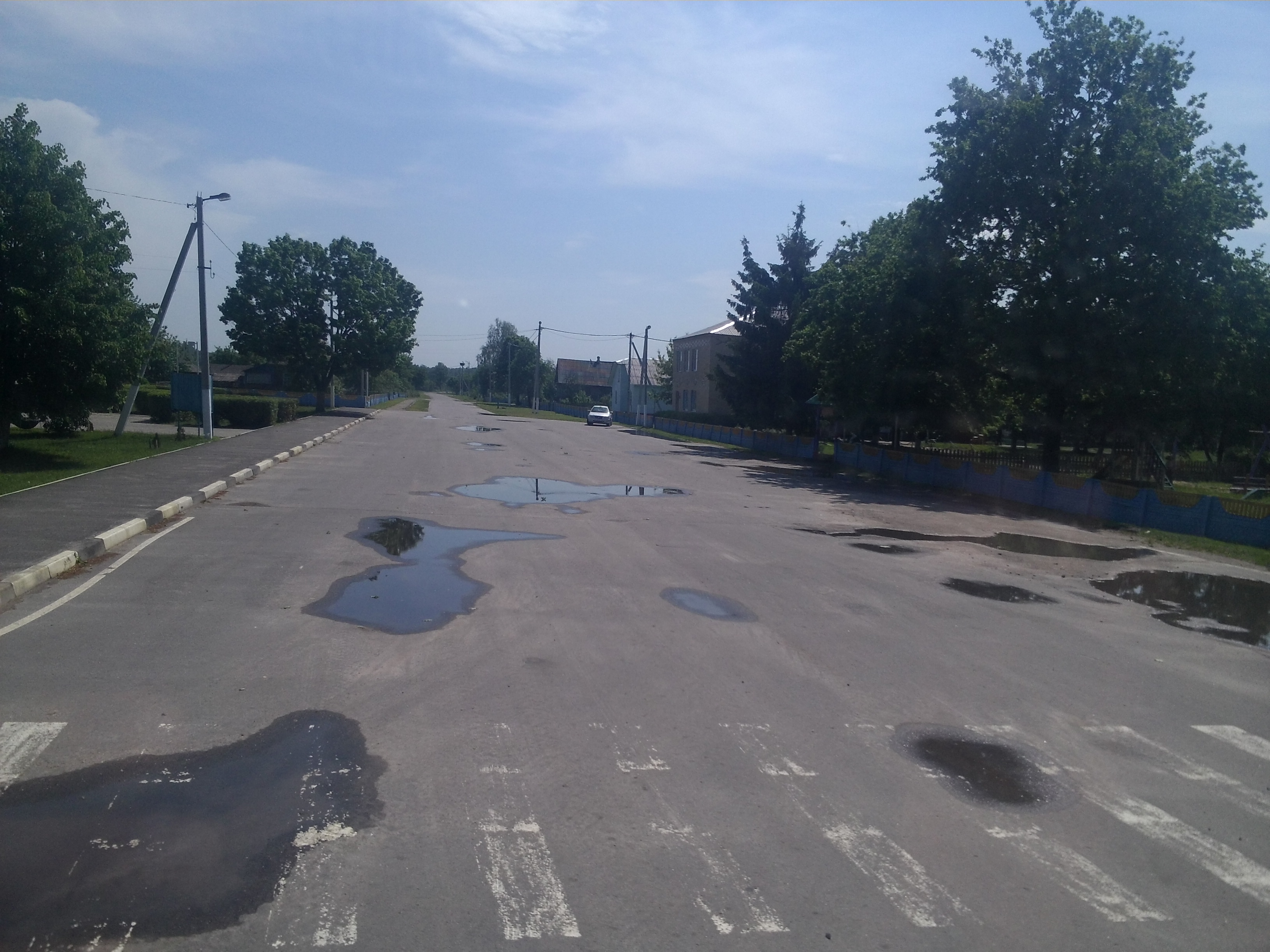
У центрі села
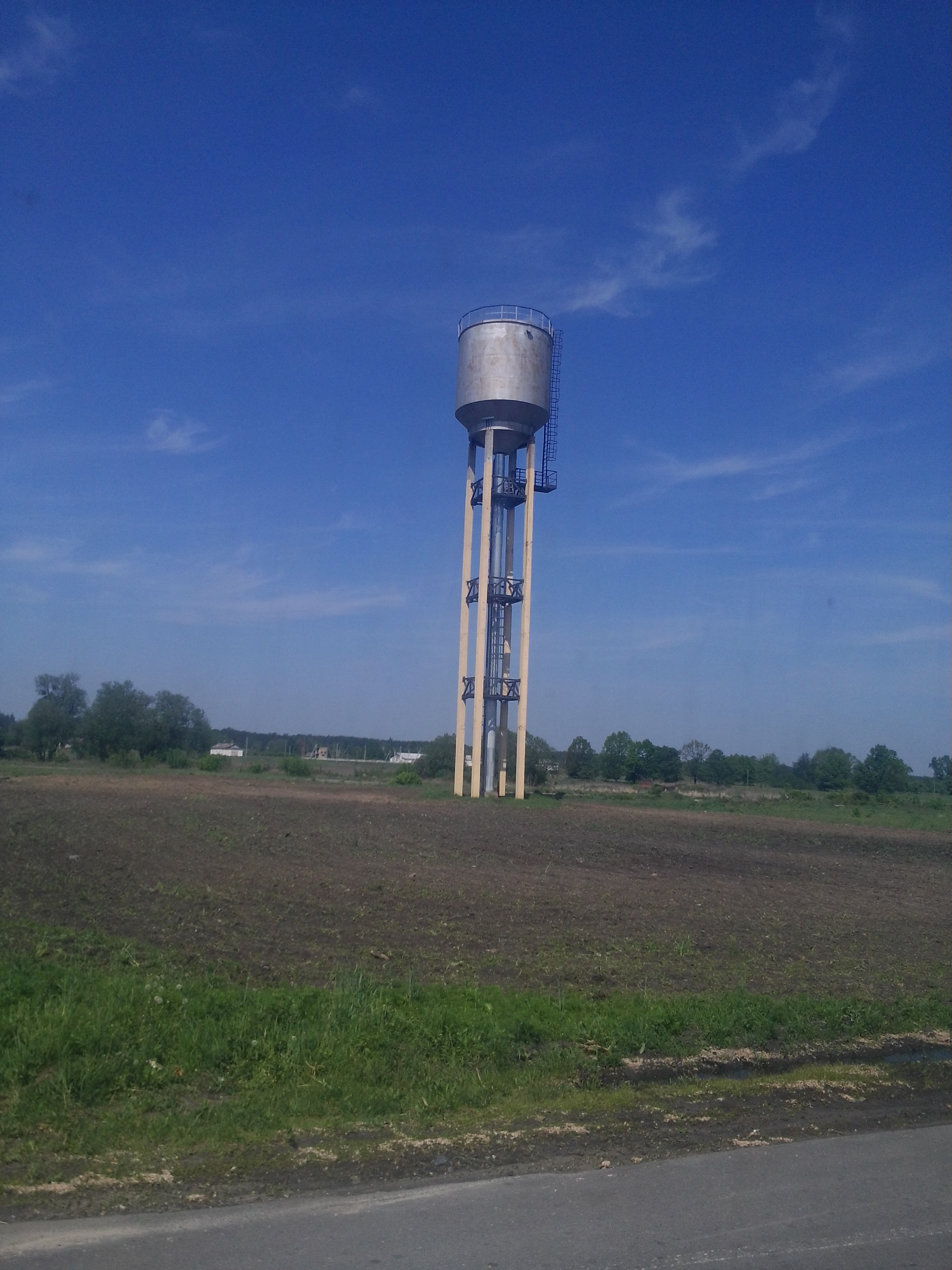
Водонапірна башта